# Pierre-François-Léonard Fontaine

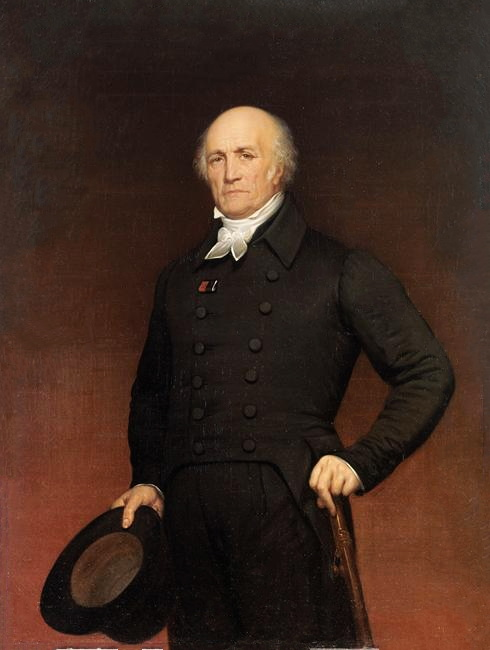
Pierre-François-Léonard Fontaine, in den 1840er Jahren gemalt von Joseph Désiré Court (1797–1865), Schloss Versailles

Pierre-François-Léonard Fontaine (* 10. September 1762 in Pontoise; † 13. Oktober 1853 in Paris) war ein französischer Architekt, Innenarchitekt und Möbelentwerfer des Empire-Stils, einer unter Napoléon Bonaparte entstandenen Form des Klassizismus. 

## Leben
Fontaine war ältestes Kind und Sohn des Architekten, Bauunternehmers und Wasserbau-Ingenieurs Pierre Fontaine (1735–1807) sowie Enkel des Architekten Pierre Fontaine. Ein Bruder war Louis-Charles Fontaine-Dupuis († 31. August 1854), Wasserbau-Ingenieur am Schloss Fontainebleau, ein anderer, François-Elizabeth Fontaine-Couture († 16. April 1854), Klempner in Versailles. Fontaine war außerdem der Onkel von dessen Sohn, des Architekten Pierre-François-Louis Fontaine (1798–1863).
Im Alter von 12 bis 16 Jahren besuchte Fontaine ein Collège in Pontoise. Dann arbeitete er in den Gärten des Prince de Conti in L’Isle-Adam, wo sein Vater unter Jean-Baptiste André (* um 1736; † nach 1809) für die Wasseranlagen verantwortlich war. 1777 begegnete er dort dem Architekten Jean-Thomas Thibault (1757–1826), der später mehrfach unter ihm arbeiten wird. 1779 ging Fontaine nach Paris ins Atelier von Antoine-François Peyre. Dort freundete er sich mit dem Architekten Charles Percier an, dem er lebenslang verbunden blieb. In der französischen Hauptstadt besuchte er außerdem unter Jean-François Heurtier (1739–1822) die Académie royale d’architecture, wo er 1783 einen Preis für eine Zeichnung erhielt. Sein Lehrer wurde auch Julien-David Le Roy (1724–1803).
Im Wettbewerb um den begehrten Prix de Rome würdigte die Jury 1785 seinen Entwurf eines Herrscherdenkmals nur mit dem zweiten Platz. Daraufhin reiste er in Begleitung des Architekten Alexandre Dufour (1760–1835) und des Bildhauers Claude Michallon (1751–1799) auf eigene Kosten nach Rom. Nach anfänglich fehlgeschlagenen Versuchen, durch Fürsprachen von Heurtier und Louis Auguste Le Tonnelier de Breteuil, den damaligen Arbeitgeber seiner Vaters, an der Académie de France à Rome zugelassen zu werden, durfte er ab 1787 dort studieren. In dieser Zeit fertigte er aus eigenem Antrieb eine Zeichnung zur Rekonstruktion des Forum Romanum. Sein Antrag, zusammen mit Percier den Septimius-Severus-Bogen vermessen zu dürfen, blieb vermutlich ohne Ergebnis. 1788 entwarf er zusammen mit Percier ein Grabmal für den Maler Jean-Germain Drouais (Santa Maria in Via Lata, Rom), das Michallon bildhauerisch ausführte. 1789 reiste er mit dem Diplomaten Édouard Dillon (1750–1839) nach Neapel. Danach half er dem Architekten Jacques-Charles Bonnard (1765–1818) beim Vermessen römischer Aquädukte und Kanalisation für die Académie royale d’architecture. 1790 kehrte er nach Paris zurück, anfangs zu Fuß in Begleitung von Dufour. Seine in Italien geknüpften Freundschaften pflegte er ab 1801 in monatlichen Zusammenkünften der „Gruppe der Duodi“, in der sich unter anderem die Architekten Percier, Dufour, Thibault, Claude-Louis Bernier (1755–1830), Augustin-Marie Beudot (1763–1832), Charles-François Callet (1755–1848), Pierre-Jules Delespine (1756–1825), Étienne-Chérubin Lecomte (1761–1818) sowie die Maler Jean-Joseph-Xavier Bidault, Guillaume Guillon-Lethière und Louis-Marie-Joseph Morel d’Arleux (1755–1827) trafen.
Für den Erzbischof Étienne Charles de Loménie de Brienne entwarf er eine Residenz in der Abtei Saint-Pierre-le-Vif bei Sens. Mit Percier entwarf er Möbel für den Nationalkonvent im Palais des Tuileries. Im September 1792 reiste er mit Bonnard nach London. In den Jahren 1793 bis 1796 fertigte er Entwürfe für Theaterkulissen, erneut zusammen mit Percier, mit dem er bis zu dessen Ruhestand im Jahr 1814 nun fast ständig zusammenarbeitete, gelegentlich auch noch später. 1794 reichten sie gemeinsame Wettbewerbsentwürfe ein und publizierten ab 1798 das Werk Choix des plus célèbres maisons de plaisance de Rome et de ses environs, das als Mustersammlung zeitgenössische Architekten zu Entwürfen anleiten sollte. Beide erwarben sich einen Ruf als bedeutende Möbelentwerfer, beispielsweise 1798 durch Arbeiten für den Rat der Fünfhundert, und als Innenarchitekten, etwa durch das Maleratelier für ihren Freund Jean-Baptiste Isabey und 1798/99 für das Pariser Hôtel des Diplomaten Bernard-François, Marquis de Chauvelin (1766–1832) in der Rue Chanterine.
Durch Isabey wurde Fontaine bei Joséphine de Beauharnais eingeführt, der Gattin von Napoleon Bonaparte, welcher durch den Staatsstreich des 18. Brumaire VIII die französische Staatsgewalt in seine Hände gebracht hatte, sodann als Erster Konsul, ab 1804 als Kaiser der Franzosen regierte. Am Neujahrsabend 1799 wurde Fontaine durch den Maler Jacques-Louis David auch bei Napoleon eingeführt. Am 6. Januar 1800 erteilte der Erste Konsul anlässlich einer geplanten Zeremonie zur Überführung eroberter Flaggen ins Hôtel des Invalides an Fontaine und Percier den Auftrag, die Dekoration zu erstellen. Für Joséphine erarbeiteten sie bereits ab Ende 1799 Pläne zum umfassenden Umbau und zur Erweiterung von Schloss Malmaison in eine Residenz. Sie planten und leiteten den Umbau der Gartenfassade, bis 1801 den Bau eines Eingangs in Zeltform für die Hoffassade, bis 1802 den Bau von Nebengebäuden wie Gewächshäuser, Stallungen und ein kleines Theater. Die 1800/01 ausgeführten Innenausbauten zählen zu den wenigen original erhaltenen Interieurs. Ihre Gartenentwürfe lehnte Joséphine allerdings ab. 1833 veröffentlichten sie ihre Projekte zum Umbau von Malmaison in dem Werk Résidences des souverains.
Am 18. Januar 1801 ernannte Napoleon Fontaine und Percier zu Nachfolgern von Étienne-Chérubin Leconte (1761–1818) als verantwortliche Architekten des Tuilerienpalastes, welcher nach 1804 kaiserliche Hauptresidenz Napoleons wurde. Am 13. Dezember 1804 bestimmte Napoleon Fontaine zum verantwortlichen Architekten für die Tuilerien, den Louvre, die Savonnerie- und Gobelins-Manufaktur, die kaiserlichen Marmordepots und alle kaiserlichen Gebäude in Paris. Percier erhielt in diesem Zuge keine offizielle Position, arbeitete aber weiterhin mit Fontaine, dem damit maßgebliche Verantwortung für ein Kernstück von Paris und die Umgestaltung der französischen Kapitale zugefallen war, zusammen.
Am 7. September 1801 erfolgte der napoleonische Auftrag zum Umbau von Schloss Saint-Cloud als offizieller Landsitz des Ersten Konsuls; diese 1802 fertiggestellte Arbeit wurde 1871 durch Feuer zerstört. Im Rahmen ihrer Verantwortung für den Tuilerienpalast entwickelten sie die einheitliche Häuserfassade an der Rue de Rivoli, die in den Jahren 1801 bis 1804 geplant und errichtet wurde. Im Juni 1805 konnten Fontaine und Percier dem Kaiser die neuen kaiserlichen Appartements im Tuilerienpalast, die 1808 nochmals modifiziert wurden, vorstellen. Ende 1806 waren eine monumentale einläufige Treppe, die Salle du Conseil d’Etat und eine Kapelle im Zentrum des Palastes fertiggestellt, eine Raumabfolge, die mit den erhaltenen Dekorationen des 17. Jahrhunderts harmonieren sollte. In den Jahren 1806/1807 entstand die Salle de Spectacle als großartiger Empfangssaal (1871 zerstört). 

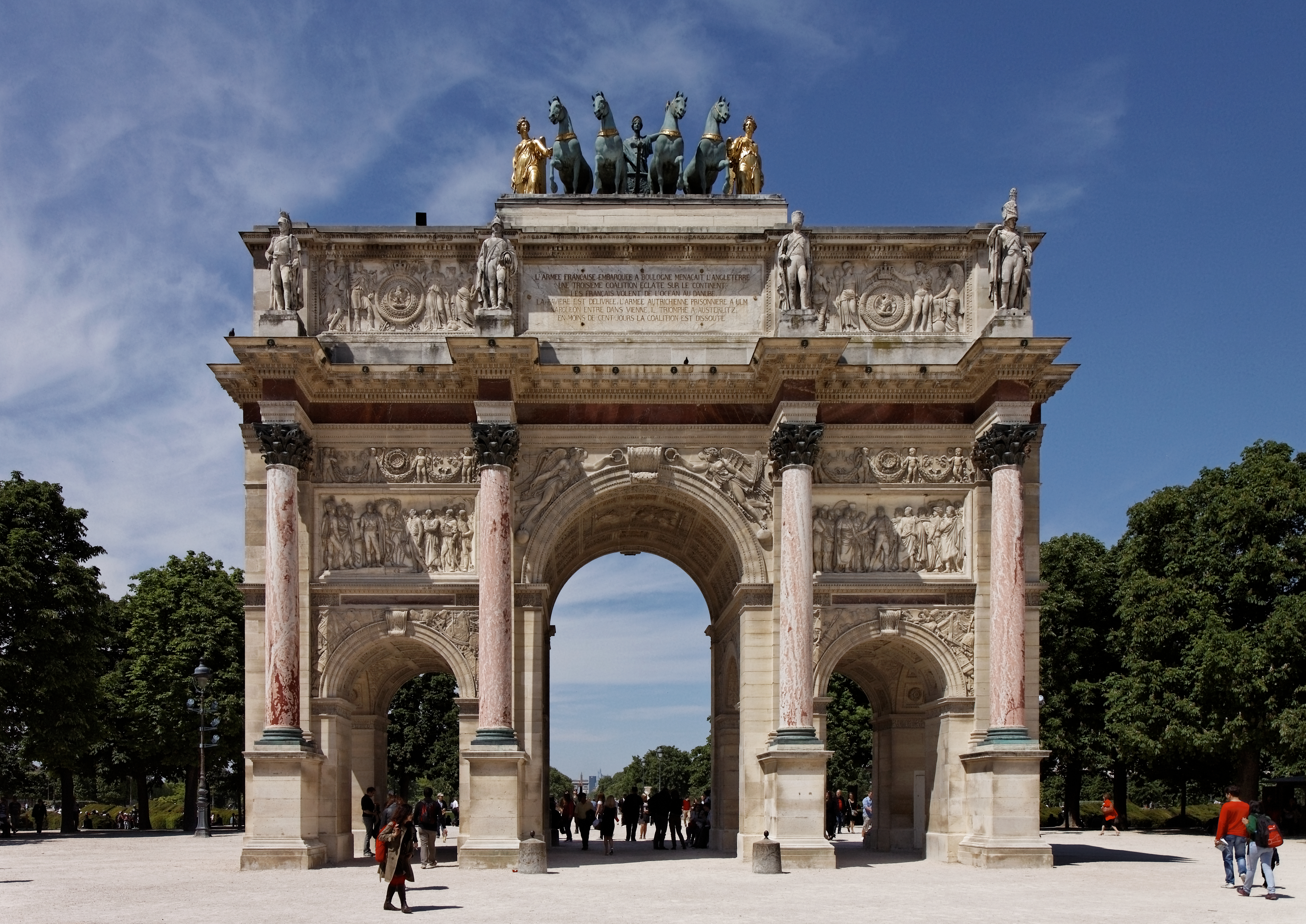
Arc de Triomphe du Carrousel

Nachdem Napoleon 1805 um umfassende Vorschläge zur Umgestaltung des Tuilerien-Louvre-Komplexes in eine Kaiserresidenz erbeten hatte, legten Fontaine und Percier über Jahrzehnte hinweg Pläne zur Verbindung beider Paläste vor, eine Idee, die jedoch erst im Zweiten Kaiserreich nach Plänen von Hector-Martin Lefuel und Louis Visconti vollendet wurde. Ein Plan Fontaines von 1831 zur Verdoppelung der Weite des Tuilerienpalastes für den späteren König Louis-Philippe wurde nicht ausgeführt. Entlang der Rue de Rivoli errichtete Fontaine ab 1807 den Nordflügel des Tuilerienpalastes als erstes Glied der Verknüpfung mit dem Louvre. Mit der Südfassade dieses Flügels kopierte er die 1610 entworfene Gliederung der Grande Galerie des Louvre von Jacques Ducerceau des Jüngeren (1550–1614). 1809 schlug er vor, in dem Flügel die kaiserliche Bibliothek unterzubringen. Nach dem Vorbild des Septimius-Severus-Bogens entwarf und erbaute er den Jahren 1805 bis 1807 zwischen Louvre und Tuilerien den Arc de Triomphe du Carrousel, der nach 1871 in der Axe historique der Blickpunkt einer städtebaulichen Monumentalachse wurde. Bis 1809 ließ er das von Dominique-Vivant Denon, dem Direktor des Musée Napoléon, konzipierten Skulpturen-Programms vollenden.
Das Innere der Grande Galerie des Louvre wurde in den Jahren 1805 bis 1814 nach Plänen von Fontaine und Percier neu gestaltet. Sie unterteilten die Galerie in neun, von je einem freistehenden Säulenpaar und Bogen gegliederte Sektionen und sahen zusätzliche Lichtöffnungen im Gewölbe vor. Außerdem modifizierten sie ab 1805 drei Fassaden der Cour Carrée des Louvre, um sie der restaurierten Westfassade von Pierre Lescot aus dem 16. Jahrhundert und deren Pavillon de l’Horloge von Jacques Lemercier aus dem 17. Jahrhundert anzugleichen. 1806 begannen sie mit der Innenraumgestaltung der Flügel der Cour Carrée. Ferner restaurierten sie die Louvre-Kolonnade von Claude Perrault und bauten in den sie seitlich einfassenden Pavillons 1807 monumentale Treppen ein. Für diese Leistungen und die Restauration der später als Salle des Caryatides bezeichnete Salle Basse des Lescot-Flügels (1806–1811) erhielten Fontaine und Percier die Auszeichnung als Ritter der Ehrenlegion. Die darüberliegende, von Fontaine konzipierte Salle Haute (1818/19) diente während der Restaurationszeit als Salle des Etats. In den Jahren 1809 bis 1812 entstand nach Plänen von Fontaine und Percier der ornamental skulptierte Grand Escalier du Musée Napoléon, der 1855 abgetragen wurde und bis auf wenige Elemente in den Salles Percier et Fontaine erhalten ist. Zuletzt konzentrierte sich Fontaine bei seinen Arbeiten im Museum auf das erste Obergeschoß im Südflügel um die Cour Carrée, wo er 1812 die Salle des Colonnes des zentralen Pavillons vollendete. Auch unter Ludwig XVIII. und Karl X. wurde Fontaine zu Planungen am Louvre hinzugezogen, etwa 1826 für Räume zur Präsentation antiker Artefakte, unter anderem vier aufwendig dekorierte Säle zu seiten der Salle des Colonnes.

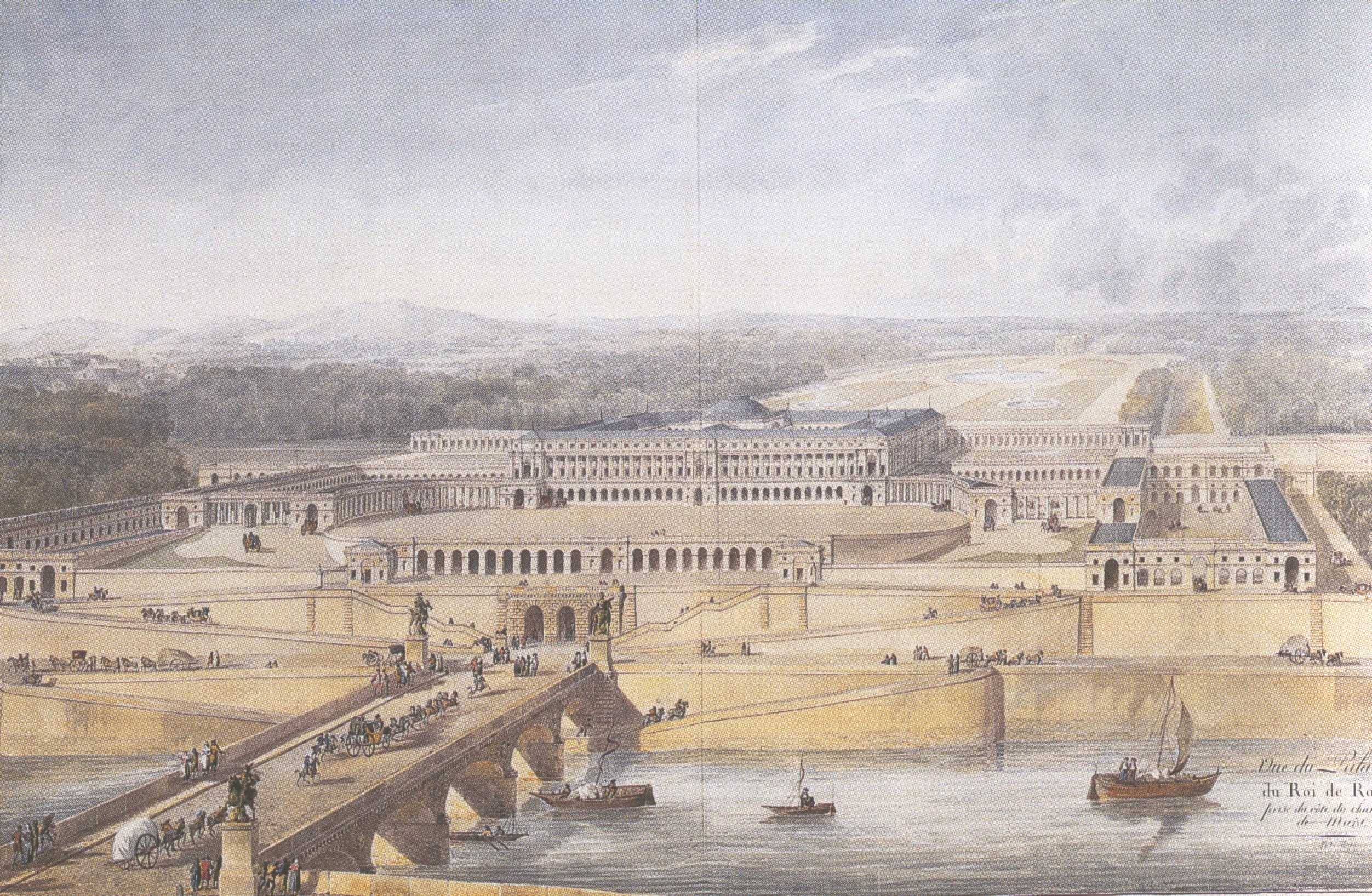
Vue du palais du Roi de Rome, 1811

Fontaines umfangreichstes städtebauliches Projekt zur Zeit des Empire war der Entwurf des Palais du Roi de Rome, eines Palastes für den kaiserlichen Thronfolger Napoleon Franz Bonaparte, den König von Rom. Die Zeichnungen zu diesem Bauvorhaben, das eine Residenz mit ausgedehnten Terrassen- und Gartenanlagen vorsah, aber infolge der militärischen Niederlagen Napoleons nicht ausgeführt wurde, sind erhalten.
In den Jahren 1829 bis 1831 entstand nach seinen und Perciers Plänen die Galerie d’Orléans nahe der Seine.
1842 wurde Fontaine in den preußischen Orden Pour le Mérite für Wissenschaften und Künste aufgenommen. Nach Fontaine wurde eine Straße im Nordwesten des 9. Arrondissement von Paris benannt, die Rue Pierre Fontaine. Sie ist die Verlängerung der Rue Notre-Dame-de-Lorette bis zum Place blanche.

## Bauten und Entwürfe (Auswahl)
- ab 1799: Um- und Ausbau von Schloss Malmaison
- ab 1801: Interieurs des Palais des Tuileries, Fassaden an der Rue de Rivoli sowie Umbau von Schloss Saint-Cloud
- ab 1804: Erweiterung, Umbauten und Interieurs des Louvre
- 1806–08: Arc de Triomphe du Carrousel
- 1811: Palais du Roi de Rome (Entwurf)
- 1829–31: Galerie d’Orléans, Paris

## Veröffentlichungen
Zusammen veröffentlichten Percier und Fontaine:
- 1798: Palais, maisons et autres édifices modernes dessinés à Rome
- 1809: Choix des plus célèbres maisons de plaisance de Rome et de ses environs
- 1811: Description des cérémonies et des fêtes qui ont eu lieu pour le mariage de Napoléon Ier avec l’archiduchesse Marie-Louise
- 1812: Recueil de décoration intérieure concernant tout ce qui rapporte à l’ameublement
- 1833: Résidences des souverains de France, d’Allemagne, de Russie, etc.
- 1898: Römische Villen und Parkanlagen

Pierre-François-Léonard Fontaine führte zwischen 1799 und 1853 ein Journal. Es wurde 1987 in Paris von der École nationale supérieure des beaux-arts de Paris und dem Institut français d’architecture veröffentlicht. Fontaine hatte ein literarisches Talent.

## Berühmte Schüler
Hier einige Schüler von Charles Percier, denen Fontaine die Perspektive unterrichtete:
- François Debret (1777–1850)
- Jacques-Marie Huvé (1783–1852)
- Louis Tullius Joachim Visconti (1791–1853)
- Achille Leclerc (1785–1853)
- Augustin Caristie (1783–1862)
- Louis-Hippolyte Lebas (1782–1867)
- Paul Letarouilly
- Jakob Ignaz Hittorff (1792–1867)